# Jezioro Missoula
     Lądolód Cordilleran
     Maksymalny zasięg jezior Missoula i Columbia
     Obszar zalany przez powódź

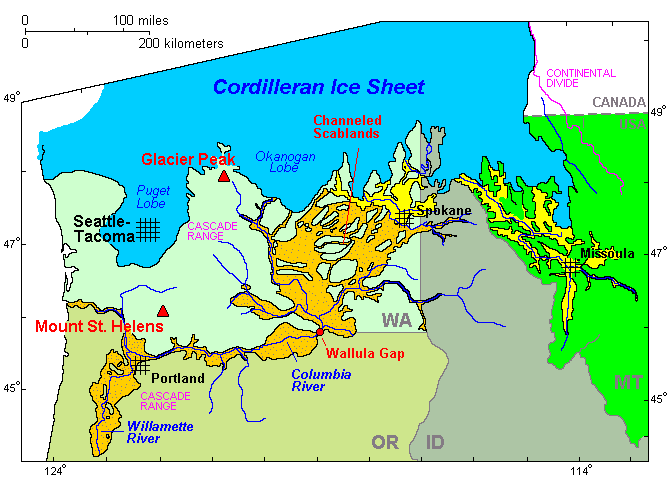
Lądolód Cordilleran
Maksymalny zasięg jezior Missoula i Columbia
Obszar zalany przez powódź

Jezioro Missoula (ang. Glacial Lake Missoula) – prehistoryczne jezioro lodowcowe, które znajdowało się w zachodniej Montanie, jezioro powstało pod koniec epoki lodowcowej i istniało w okresie od 15 tys. do 13 tys. lat temu w plejstocenie. Powierzchnia jeziora wynosiła 7770 km² i zawierało około 2100 km³ wody, co stanowi połowę objętości jeziora Michigan.
Obszar akwenu Missoula znajduje się około 110 km na północny zachód od miasta Missoula, w północnej części Camas Prairie Valley. W roku 1966 obszar byłego jeziora został wpisany do krajowego programu National Natural Landmark, ze względu na falistą rzeźbę terenu (często pojedyncze wzniesienia osiągają wysokość od 25 do 50 m oraz 300 m długość). Na podstawie rzeźby obszaru Channeled Scablands w stanie Waszyngton amerykański geolog J Harlen Bretz wysunął teorie, która zakłada że ów obszar, został utworzony przez ekstremalne powodzie powtarzające się w ciągu 2000 lat, a ich źródłem było Jezioro Missoula; a nie jak wcześnie zakładano, że Channeled Scablands powstał poprzez proces erozji w okresie kilku milionów lat.
Jezioro powstało w wyniku zatoru lodowego na rzece Clark Fork, który został spowodowany przez wkraczanie lądolodu Cordilleran na obszar Idaho Panhandle. Zator lodowy osiągnął 610 m wysokości, a wody nagromadzone zalały doliny zachodniej Montany.
Okresowe przerwanie zatoru doprowadziło do powstania katastrofalnych powodzi (tzw. Jökulhlaup), które przetoczyły się przez wschodnią cześć stanu Waszyngton i kanion Columbia River Gorge około 40 razy w ciągu 2000 lat. Łącznie 210 km³ lessów, osadów i bazaltów zostało przetransportowanych przez wodę.